# Strychnos yapurensis
Strychnos yapurensis är en tvåhjärtbladig växtart som beskrevs av G. Planch.. Strychnos yapurensis ingår i släktet Strychnos och familjen Loganiaceae. Inga underarter finns listade i Catalogue of Life.